# Tradwife

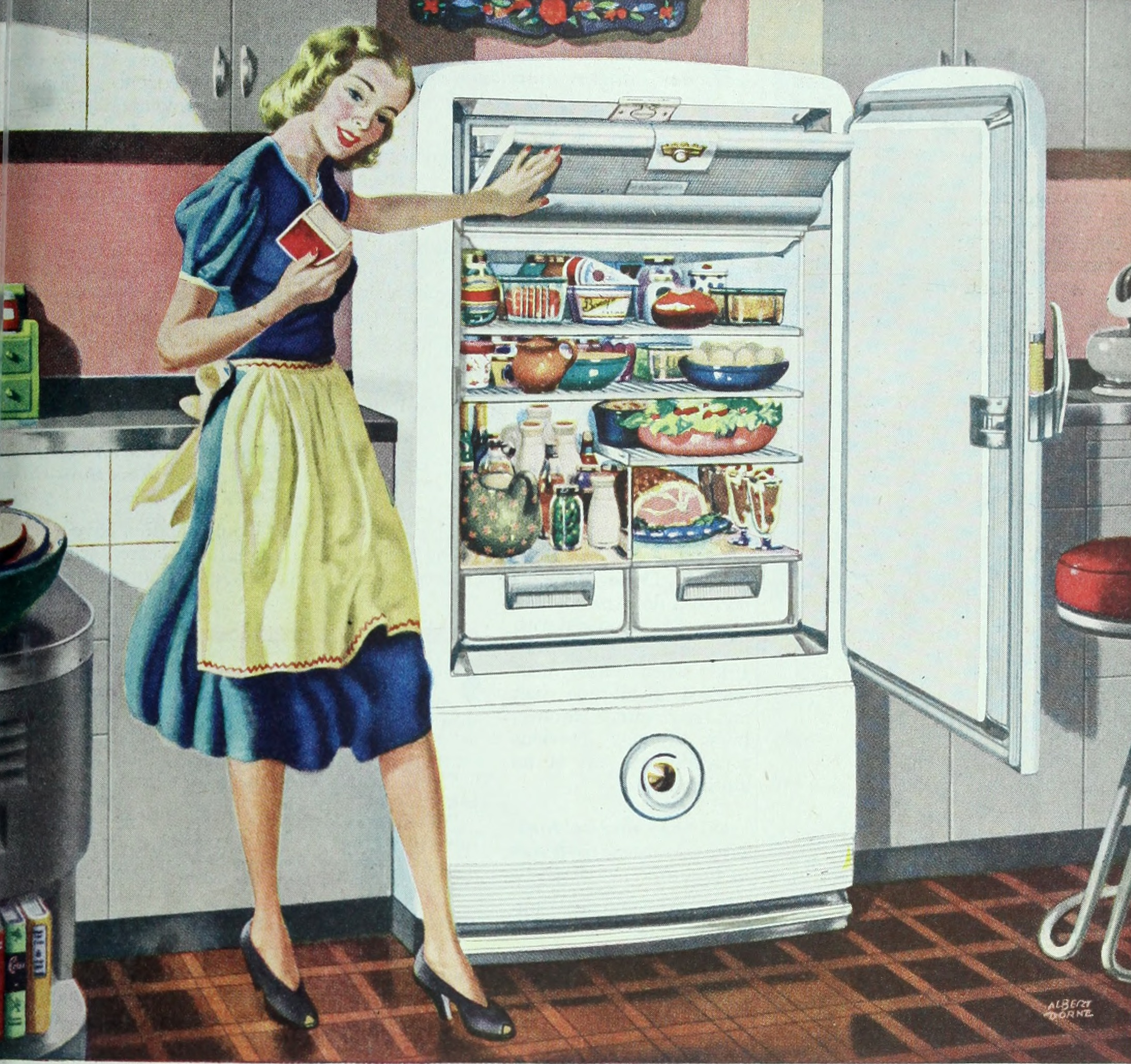
Een getekende afbeelding van een traditionele huisvrouw (1948)

Tradwife (een samenvoeging van de woorden 'traditional' en 'wife', Engels voor traditionele echtgenote) is een westerse vrouw die een levensstijl met een traditionele heteronormatieve rolverdeling verkiest. Het is een van oorsprong Amerikaanse subcultuur die begon rond 2015 en via sociale media grotere bekendheid kreeg in de jaren 2020. De subcultuur heeft zowel een esthetische als ideologische basis.

## Achtergrond
De tradwifesubcultuur ontstond in de Verenigde Staten rond 2015 en kreeg vanaf de jaren 2020 steeds meer bekendheid via sociale media. De subcultuur kreeg al snel gevolg in het Verenigd Koninkrijk.
Tradwives zijn veelal rechts-conservatief en christelijk en geloven dat de rol van de vrouw in het kerngezin die van huisvrouw en moeder is, waarbij ze zich hoofdzakelijk bezighoudt met uitvoeren van huishoudelijke taken en het opvoeden van kinderen, en de rol van de man die van kostwinner is. Sommige christelijk conservatieve tradwives kleden zich volgens Bijbelse voorschriften. Zij dragen veelal bedekkende kleding, en sommigen kiezen er daarnaast voor om ook hun hoofd te bedekken.
Sommige tradwives zijn antifeministisch. Zij stellen dat feministen neerkijken op tradwives en hun keuze om huisvrouw te zijn. Enkelen stellen dat vrouwen geen stemrecht zouden moeten hebben. Tradwives geven aan dat traditionele rolpatronen een positieve invloed hebben op hun leven en dat het feminisme vrouwen in publieke rolpatronen dwingt.
In sommige gevallen worden tradwives in verband gebracht met alt-right. Zij moedigen blanke vrouwen aan om zo veel mogelijk kinderen te krijgen.

## Types
Onderzoekers Sophia Sykes en Veronica Hopner deden in 2023 onderzoek naar de online content van 36 tradwives en deelden ze in drie groepen in:
- Conservatief rechtse tradwives
- Alt-lite tradwives
- Alt-right tradwives

Volgens Sykes en Hopner hadden de conservatief rechtse tradwives duidelijke conservatieve overtuigingen over politiek en religie, maar hielden zij zich over het algemeen niet openlijk bezig met rassenkwesties. Hun focus lag hoofdzakelijk op de traditionele rolverdeling binnen het huishouden en genderrollen, thuisonderwijs en de zorg voor hun man en kinderen.
De groep alt-lite tradwives heeft kenmerken van zowel de groep conservatief rechtse tradwives als van de alt-right tradwives. Naast dat zij focussen op de traditionele rol van de vrouw, leggen zij tevens de focus op traditioneel conservatisme, nationalisme, antifeminisme en het in stand houden van een eurocentrische cultuur, aldus Sykes en Hopner.
De alt-right tradwives hadden volgens Sykes en Hopner een sterke focus op blanke suprematie, hetero-patriarchaat en antifeminisme. In tegenstelling tot bij de conservatief rechtse tradwives was hun content minder gericht op de traditionele rol van de huisvrouw.